# Astaenomoechus andersoni
Astaenomoechus andersoni is een keversoort uit de familie Hybosoridae. De wetenschappelijke naam van de soort is voor het eerst geldig gepubliceerd in 2000 door Howden & Gill.